# Scythropia crataegella
Scythropia crataegella је врста инсекта из реда (Lepidoptera) који спада у породицу Yponomeutidae, иако се понекад одваја и у засебну породицу Scythropiidae

## Опис
Распон крила је између 11 и 15 мм. Предња крила су црно - бела, а задња сиво - браон без шара, тело је беле боје. Одрасле јединке лете од средине маја до јула, а понекад друга генерација може настати у повољним годинама у августу и септембру. Гусенице су лисни минери у почетним стадијумима развића.

## Распрострањење и станиште
Насељава већи део Европе, ипак у Србији није често бележена врста. Постоји свега неколико налаза из западног дела Србије. Најчешће насељавају станишта са жбунастом вегетацијом, долећу на вештачку светлост.

## Биологија
Биљке хранитељке су различите врсте из породице ружа - Rosaceae. Најчешће су то родови Crataegus, Prunus и Malus. Гусенице се у почетним стадијумима граде тунеле кроз лист, да би касније живеле унуар свиле налепљене на листу биљке хранитељке. Често живе у групама испод листа, а тако и хибернирају до пролећа.

## Синоними
- Oecophora cornella (Fabricius, 1775)
- Phalaena crataegella Linnaeus, 1767
- Scythropia comella Fabricius
- Scythropia cornella (Fabricius, 1775)
- Scythropia obscura Weber, 1945
- Tinea crataegella (Linnaeus, 1767)